# Sunset Strip Music Festival
Das Sunset Strip Music Festival ist ein US-amerikanisches Rockmusik-Festival, das am Sunset Strip, einem Teil des Sunset Boulevards stattfindet. Beim SSMF 2010, das vom 26. bis 28. August stattfand, nahmen erstmals 40 Bands teil. Locations des Festivals sind unter anderem das Whisky a Go Go, der Viper Room, Key Club und das House of Blues, die allesamt im Sunset Strip liegen. Das Festival wird seit 2008 veranstaltet.
Das Sunset Strip Music Festival wurde ausgerichtet, um die musikalischen Erfahrungen zu promoten, indem man vorwiegend Bands aus Los Angeles gemeinsam mit gestandenen Größen der weltweiten Musikszene auftreten lassen.
2010 lockte das Festival 30,000 Zuschauer. Im Jahr zuvor sahen 10,000 Zuschauer das Festival. Es ist vergleichbar mit Rock am Ring oder Wacken Open Air. Anders als bei RaR und W:O:A spielen beim SSMF Bands und Musiker aus verschiedenen Genres.
Gesponsert wird das Sunset Strip Music Festival von Gibson, Jack Daniel’s, 98.7 FM, Monte Carlo Resort, West Hollywood MVB, Cola Zero, Glacéau, Ticketmaster, Budlight, Brand X, Virgin America, Mini, Virgin Australia, Andaz West Hollywood, Signature Creative, Honest, Whole Foods, Chambord, Finlandia, Tequila, Tuaca, Swing House Studios und die Stadt West Hollywood.

## Line-Up

### 2009
Chris Cornell, Pepper, Kottonmouth Kings, Shiny Toy Guns, LMFAO, Shwayze, Unwritten Law, The Donnas, Fishbone, Hypnogaja, Korn, Ozzy Osbourne, Super Mash Bros, Vains of Jenna, The Ashes, Endless Hallway, The Hopless, Motor Gun Club, The Cold Flamez, Diamond Lane, Augustana, WIld Child und weitere

### 2010
The Smashing Pumpkins, Slash featuring Myles Kennedy & Fergie, Common, Kid Cudi, Travie McCoy, Neon Trees, Steel Panther, Semi Precious Weapons, Big B, Oh No Not Stereo, The Dollies, Hillbilly Herald, Lonely Drunks Club, White Arrows, Rattlesnake Shake, HDR, Casper And The Bad Spirits, Dirty Sweet, Diamond Lane, Prohibition Rose, JD Bender, Cast Of Kings, Love And A .38, Lady Balladeer, Vanaprasta, Volbeat, The Divine, Awolnation, Dommin, Transfer, Casxio, The Binges, The Royal Highness, Links, Cisco Adler, Tomorrows Bad Seeds, Zen Robbi, Nikki & Rich, John West, Andy Grammer, Wicker, Audible Mainframe, New Kingdom, Juke Kartel, Shuvel, Adler’s Appetite, Billy Boy On Poison, Ankla, Forrest Day, The Shrill, Yeti, Soma, Subliminal Trip, Reason To Rebel, Electra, Lost Patrol, Acidic, Desecrate, Sean Rex, Tornado Rider, Save Our Souls, The Outline, Goldenstate, The Paper Dolls, The Other Side Of Mornin, Warner Drive, Run Devil Run, Delta Rose, The Silent Comedy, P.O.D., Static Pulse, Thick as Thieves, Slant, Asphalt Messiah, Sound Of Ugly, Unwritten Law, Nico Playwright, Super Groupie, Kix, LA Nookie, Beth Playwright, Son Of A Gun, Whiskey Six, Motive, Y & T, Feisty Piranhas, Riot Brides, Purple Melon, David Martyr Band, Rick Cornette, The Branches, Tucker Jameson & The Hot Mugs

### 2011
Mötley Crüe, The Veronicas, Uriah Heep, Buckcherry, Dredg, The Faceless, Lady Sinatra, Ray Manzarek & Robby Krieger (The Doors), Motion City Soundtrack, Bush, Public Enemy, Escape the Fate, Matt & Kim, The Dirty Heads, Cobra Starship, She Wants Revenge, Black Veil Brides, Tribal Seeds, Voxhaul Broadcast, Felix Cartal, Letlive, Pigeon John, Semi Precious Weapons´ Empire, Warner Drive, Deluka, Harvard Bass, The Limousines, Imagine Dragons, Them Jeans, Kill The Complex, Divinity Roxx (mit Special Guests), Sabrosa Purr, The Epilogues, Indians, Vampires Everywhere! und weitere

## Homepage
- Offizielle Homepage